# Huyện Tây Nam đảo Penang
Huyện Tây Nam đảo Penang là một huyện nằm trong bang Penang của Malaysia. Huyện này nằm ở phía tây nam của đảo Penang và giáp với Huyện Đông Bắc đảo Penang ở phía đông. Nó có diện tích 175 km2 (68 dặm vuông) và dân số 197.131 người vào năm 2010. Balik Pulau là trung tâm hành chính của huyện, trong khi Bayan Lepas là thị trấn lớn nhất trong huyện.
Mặc dù đảo Penang bao gồm hai huyện, cả hai đều thuộc thẩm quyền của thành phố George Town, trong đó bao gồm toàn bộ hòn đảo cộng với các hòn đảo xung quanh. Thẩm quyền của thành phố được thực hiện bởi Hội đồng Thành phố Đảo Penang ở trung tâm George Town, nằm trong huyện Đông Bắc Đảo Penang.

## Lịch sử
Năm 1786, Công ty Đông Ấn của Anh đã nắm quyền kiểm soát đảo Penang, thành lập thành phố George Town ở mũi phía đông bắc của hòn đảo này. Trong nhiều thập kỷ kể từ đó, hòn đảo này được điều hành trực tiếp từ George Town, không có các đơn vị hành chính trên đảo.
Năm 1888, một Quận và Văn phòng Đất đai được thành lập tại Balik Pulau ở phía tây nam của hòn đảo. Do đó, Quận đảo Penang phía Tây Nam đã được tạo ra, phân chia có hiệu quả Đảo Penang thành hai quận. Cả hai huyện đều xuất hiện lần đầu trong các bản đồ chính thức của Penang từ những năm 1890.

## Địa lý
Huyện Tây Nam Đảo Penang bao gồm phía nam và phía tây đảo Penang, cũng như một phần của dãy đồi trung tâm của hòn đảo. Dưới huyện là các thị trấn và khu dân cư sau đây.
Thị trấn
| - Bayan Lepas | - Balik Pulau | - Teluk Bahang |

Khu dân cư và làng
| - Batu Maung - Bayan Baru - Gertak Sanggul - Pantai Acheh | - Permatang Damar Laut - Sungai Ara - Teluk Kumbar - Teluk Tempoyak |

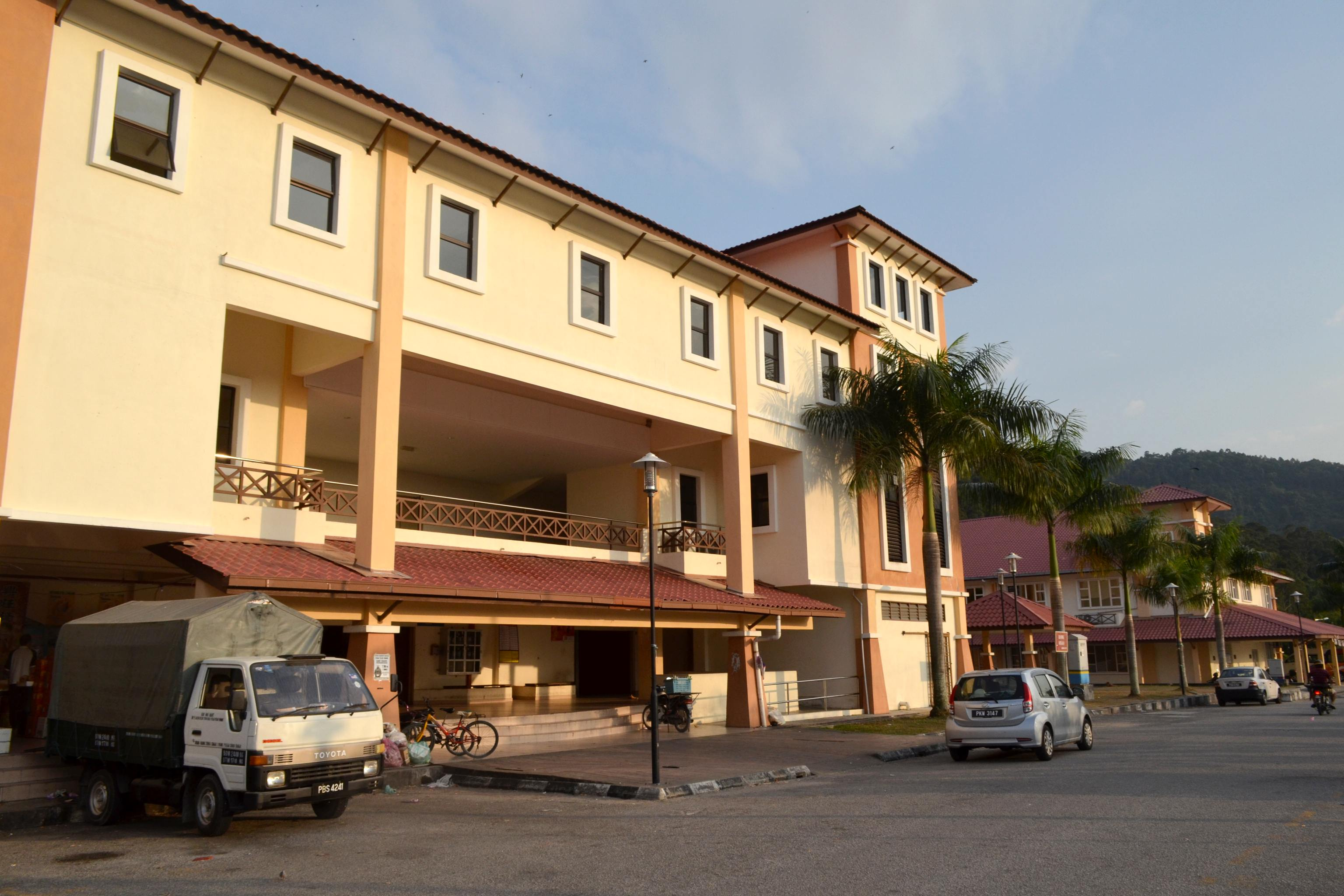
Balik Pulau Market

Quận Tây Nam đảo Penang chiếm 16,8% tổng diện tích đất của Penang. Nó được chia thành 22 mukims.
- Sungai Pinang
- Sungai Rusa
- Permatang Pasir
- Bagan Ayer Itam
- Titi Teras
- Kongsi
- Kampong Paya
- Sungai Burong
- Pulau Betong
- Dataran Ginting
- Pantai Acheh
- Telok Bahang
- Sungai Rusa & Bukit Sungai Pinang
- Batu Itam
- Bukit Balik Pulau
- Pondok Upeh
- Bukit Ginting
- Bukit Pasir Panjang
- Bukit Gemuroh
- Bukit Relau
- Telok Kumbar
- Bayan Lepas

## Giáo dục
Hầu hết các trường trong học khu là các trường quốc gia, được điều hành bởi Bộ Giáo dục Malaysia. Ngoài ra, một số trường quốc tế, như Trường Quốc tế Prince of Wales và Trường Quốc tế Straits, đã được thành lập tại Bayan Lepas và Balik Pulau.
Thư viện Bang Penang điều hành một chi nhánh tại Balik Pulau.

## Y tế
Bệnh viện Balik Pulau là bệnh viện chính ở Huyện Tây Nam Đảo Penang. Nó bổ sung cho Bệnh viện Đa khoa Penang trong việc cung cấp dịch vụ chăm sóc sức khỏe cho công dân trên Đảo Penang.
Bệnh viện Pantai Mutiara ở Bayan Lepas là bệnh viện tư nhân duy nhất trong huyên.